# Epitranus ater
Epitranus ater är en stekelart som beskrevs av Boucek 1982. Epitranus ater ingår i släktet Epitranus och familjen bredlårsteklar.
Artens utbredningsområde är Laos. Inga underarter finns listade i Catalogue of Life.